# Эламский язык
Эла́мский язы́к — язык эламитов, распространённый на территории Элама, по крайней мере, в III—I тыс. до н. э. Являлся изолятом, но существуют гипотезы о его родстве с дравидскими или афразийскими языками. Первоначально записывался оригинальной письменностью, впоследствии — клинописью. 
Считается, что язык вымер к IV веку до н. э., но не исключена возможность того, что он сохранялся до арабского завоевания Ирана (Раннее Средневековье).
По грамматическому строю эламский язык — агглютинативный и эргативный. Обычный порядок слов — SOV (подлежащее — дополнение — сказуемое).

## О названии
Сами эламиты называли Элам Ḫa-tam₅-ti или Ḫal-tam₅-ti, что, видимо, происходит от слова hal «земля». В вавилонских текстах это название передавалось как ᴷᵁᴿe-lam-mat. Древние персы называли Элам (h)ūja, (h)ūvja, откуда произошло название Хузестан. 
В научный оборот название «эламский язык» вошло из шумерских и аккадских текстов (шум. eme Elama). Ранее использовались также названия «сузский», «анзанский», «ахеменидский язык второго рода», «туранский», «мидийский», «скифский».

## Вопросы классификации
Эламский язык считается изолятом; существуют гипотезы о его родстве с дравидскими (выдвинута в 1856 г. Р. Колдуэллом) или афразийскими языками (выдвинута в 1992 г. В. Блажеком). Г. С. Старостин, на основании лексикостатистических подсчётов, выдвинул предположение, что эламский представляет собой «мост» между ностратическими и афразийскими языками, будучи наряду с праностратическим и праафразийским языками потомком праевразийского языка.
Предпринимались также различные попытки сравнения эламского с уральскими, алтайскими, хурритским, касситским, мидийским и кавказскими языками, но они либо ненаучны, либо неубедительны.

## Лингвогеография

### Область распространения
Эламиты населяли юг и юго-запад современного Ирана (Хузестан и Фарс).

### Диалекты
В силу скудости сохранившегося материала выявить диалектное членение эламского языка невозможно. Тем не менее существуют основания полагать, что в основу эламского языка ахаменидской эпохи лёг иной диалект, чем тот, что засвидетельствован в среднеэламский период.

## Письменность
На территории распространения эламского языка засвидетельствовано три вида письменности:
- протоэламское письмо — сохранилось около 1600 текстов, восходящих к эпохе около 3100—2900 гг. до н. э., имело пиктографический характер, не дешифровано, поэтому неизвестно, был ли язык этих надписей эламским;
- линейное эламское — возможно, развилось из протоэламского к XXIII в. до н. э., зафиксировано в виде 19 надписей (10 выбито на камне, 7 выдавлено на глине, 1 выцарапана на штукатурке, 1 выгравирована на серебре), носило силлабический характер с вкраплениями логограмм, не дешифровано, о его дешифровке в 2020 году заявил Франсуа Дессе[11][12].
- клинопись — полностью вытесняет линейное эламское письмо начиная с около 2200 г. до н. э.

Эламская клинопись использовала около 140 знаков. В ахеменидскую эпоху количество знаков уменьшилось до 113 (из них 25 — логограммы).
Эламская клинопись включала в себя как фонетические знаки, выражающие звуки речи, так и детерминативы и логограммы, выражавшие только значение корня, пришедшие из шумерского (шумерограммы) языка, а также цифры. Аккадограммы отсутствуют, хотя заимствования из аккадского в эламском есть. Фонетические знаки являются силлабограммами структуры V, CV, VC и CVC (где C — согласный, а V — гласный). Клинописью писали слева направо и сверху вниз. Деление на слова отсутствовало.
В латинской транслитерации логограммы передаются прописными буквами, детерминативы пишутся над строкой, а фонетические знаки — строчными буквами, при этом слоги отделяются друг от друга дефисом.

## История языка
Историю эламского языка делят на четыре периода:
- староэламский (2600—1500 гг. до н. э.);
- среднеэламский (1500—1000 гг. до н. э.);
- новоэламский (1000—550 гг. до н. э.);
- ахеменидский (550—330 гг. до н. э.).

Начиная с рубежа II и I тысячелетий до н. э. носители иранских языков начинают теснить эламитов. После завоевания Элама Империей Ахеменидов в VI веке до н. э. древнеперсидский язык вытесняет эламский, который сохраняется в употреблении ещё, как минимум, два века, а возможно, и дольше. Так, арабский географ Истахри в «Книге путей и стран» (X век н. э.) упоминает, что в провинции Хузистан помимо арабского и персидского население говорило также на хузийском языке:
Что касается языка их (жителей Хузистана), то простой народ их говорит по-персидски и по-арабски, но у них есть другой язык, хузийский, не тождественный ни с еврейским, ни с сирийским, ни с персидскимИстахри, Книга путей и стран
Остаётся неизвестным, скрывался ли под этим названием эламский язык или один из иранских.
Величина корпуса — 20 000 табличек и их обломков; большинство относится к ахеменидской эпохе, это преимущественно хозяйственные записи.

## Лингвистическая характеристика

### Фонетика и фонология

#### Гласные
Не вызывает сомнения, что в эламском были гласные a, i и u, возможно, также e и o. Дифтонгов и противопоставления по долготе—краткости не было.

#### Согласные
Согласные не противопоставлялись по признаку глухости-звонкости. На это указывают передача заимствований и употребление клинописных знаков для глухих и звонких без особого различия. В то же время эламскими писцами использовался такой приём, как удвоение интервокальных согласных, что, по мнению Э. Райнер, отражало противопоставление напряжённых и ненапряжённых смычных.
Эламские согласные:
| По способу образования | По способу образования | По месту образования | По месту образования | По месту образования | По месту образования | По месту образования | По месту образования |
| По способу образования | По способу образования | Губно-губные         | Губно-зубные         | Зубные               | Палатальные          | Велярные             | Глоттальные          |
| ---------------------- | ---------------------- | -------------------- | -------------------- | -------------------- | -------------------- | -------------------- | -------------------- |
| Шумные                 | Смычные                | b/p                  |                      | d/t                  |                      | g/k                  |                      |
| Шумные                 | Смычные                | pp                   |                      | tt                   |                      | kk                   |                      |
| Шумные                 | Аффрикаты              |                      |                      | ʒ/c                  |                      |                      |                      |
| Шумные                 | Фрикативные            |                      | v/f                  | z/s zz               | (ž/š šš)             |                      | h                    |
| Сонорные               | Носовые                | m mm                 |                      | n nn                 |                      |                      |                      |
| Сонорные               | Боковые                |                      |                      | l ll                 |                      |                      |                      |
| Сонорные               | Дрожащие               |                      |                      | r rr                 |                      |                      |                      |
| Сонорные               | Глайды                 |                      |                      |                      | j                    |                      |                      |

#### Просодия
Косвенные данные позволяют предположить, что ударение в эламском было, вероятно, инициальным (ставилось на первый слог слова).

### Морфология

#### Имя существительное
Существительное различает категории числа (единственное и множественное) и именного класса (одушевлённый, или активный, и неодушевлённый, или инактивный). Показателем одушевлённого в единственном числе был -r (sunkir «царь»), во множественном — -p (sunkip «цари»), а неодушевлённого класса — -me (sunkime «царство»).
Существительные согласовывались с глаголом в лице:
| Лицо                        | Суффикс | Пример  | Перевод     |
| --------------------------- | ------- | ------- | ----------- |
| 1-е лицо (локутив)          | -k      | sunki-k | «я, царь»   |
| 2-е лицо (аллокутив)        | -t      | sunki-t | «ты, царь»  |
| 3-е лицо (делокутив) ед. ч. | -r      | sunki-r | «он, царь»  |
| 3-е лицо (делокутив) мн. ч. | -p      | sunki-p | «они, цари» |

Падежной системы изначально не существовало, однако в ахменидском эламском существительные дополнялись энклитиками, имевшими падежное значение.

#### Числительные
Поскольку числительные всегда записывались цифрами, их произношение неизвестно. Исключением являются только ki(r) «один», mar «два», ziti «три». Порядковые образовывались от количественных при помощи суффиксов -ummemana и -edana.

#### Местоимения
Среди местоимений выделяют личные, притяжательные, указательные, анафорические, вопросительные, неопределённые, относительные, возвратные, обобщительно-определительные, выделительные и эмфатические.
Личные местоимения:
|      | староэламский | среднеэламский | ахеменидский |
| ---- | ------------- | -------------- | ------------ |
| «я»  | u             | u              | u            |
| «ты» | ni            | ni/nu          | nu           |
| «мы» | nika          | nika           | nuku         |
| «вы» | num(i)        | num(i)         | num(i)       |

В качестве местоимения третьего лица использовались указательные местоимения.
Указательные местоимения различали две степени удаления: hu/hi/i «этот», ap/api «эти», hupe «тот, те».

#### Глагол
Категория времени у глагола выражалась в противопоставлении прошедшего и непрошедшего времён.
Выделяют три спряжения: спряжение переходных глаголов в прошедшем времени (I спряжение), непереходных глаголов в прошедшем времени (II спряжение) и спряжение настоящего времени (III спряжение).
Наклонений было четыре: изъявительное, повелительное, желательное и запретительное. В значении повелительного наклонения использовались формы 2-го лица ед. ч. изъявительного наклонения (hapti «слышишь», «услышь(те)»). В ахменидскую эпоху императив стал выражаться основой глагола с факультативным добавлением суффикса -š (mida «пойди», halpiš «порази»). Запретительное наклонение выражалось сочетанием форм III спряжения с частицей ani/anu, иногда I спряжения с частицей ni. Желательное наклонение выражалось сочетаниями форм I или II спряжения с частицей -en/-ni/-na (huttahši-ni «пусть они сделают»).
Из безличных форм глагол имел формы инфинитива (образовывался при помощи показателя -n(a)), активно-транзитивного причастия (совпадало с чистой основой глагола) и пассивно-нетранзитивного причастия прошедшего времени (образовывалось при помощи показателя -k).
Суффиксы в глагольной форме располагались в определённом порядке:
| Позиция | Морфема                                         |
| ------- | ----------------------------------------------- |
| 1       | основа                                          |
| 2       | суффикс прямого объекта или субъекта состояния  |
| 3       | суффикс вида                                    |
| 4       | суффикс причастия                               |
| 5       | показатель лица субъекта действия или состояния |
| 6       | суффикс наклонения                              |

### Синтаксис
Эламский являлся языком с расщеплённой эргативностью.
Обычный порядок слов — SOV (подлежащее — дополнение — сказуемое). Определяющее слово ставилось после определяемого (ruhur rišarra «большой человек», дословно: «человек большой»).

### Лексика
В словарном составе эламского языка обнаруживается много аккадских заимствований (в том числе шумеризмов, прошедших через аккадское посредство): например, zubar «медь» < акк. siparru < шум. zabar. В ахеменидский период в эламский язык попало много заимствований из древнеперсидского: например, baziš «налог, дань» < bāziš.

## История изучения
Начало изучению эламского языка было положено расшифровкой в XIX веке Бехистунской надписи. Пионерами исследования эламского языка были Ф. Вайсбах, Ф. Борк и Г. Хюзинг, в более позднее время эламским занимались В. фон Бранденштейн, И. Фридрих, В. Хинц и Р. Лабат. Корпусы текстов составляли Ф. В. Кёниг, М.-Ж. Стев, Ф. Мальбран-Лабан, Дж. Камерон и Д. Хэллок. Словарь эламского языка был создан В. Хинцем и Х. Кох. Описания грамматики были сделаны Р. Дабатом, Х. Х. Пейпером, Э. Райнер, И. М. Дьяконовым, Ф. Грийо-Сусини, М. Л. Хачикян и М. Столпером. В СССР эламским языком также занимался Ю. Б. Юсифов.